# Адхамов, Акобир Адхамович
Акобир Адхамович Адхамов (1928—1992) — советский и таджикистанский физик, академик АН Таджикистана (1968).

## Биография
Родился 4 сентября 1928 года в Самарканде.
Окончил Узбекский государственный университет им. А. Навои (1950) и аспирантуру (1953).
В Таджикском государственном университете им. Ленина: зав. кафедрой общей и теоретической физики (1954—1956), декан физико-математического факультета (1956—1958), проректор по научной части (1958—1965).
В 1965—1992 директор Физико-технического института им. С. У. Умарова АН Тадж. ССР. Одновременно главный учёный секретарь Президиума АН Тадж. ССР (1965—1968), академик-секретарь Отделения физико-математических и геолого-химических наук (1976—1984), вице-президент АН РТ (1991—1992).
Доктор физико-математических наук (1964), тема диссертации «Вопросы молекулярно-кинетической теории распространения ультразвуковых волн в жидкостях». Академик АН Таджикистана (1968, специальность — «физика», член-корреспондент с 1957).
Научные интересы: молекулярно-кинетическая теория газов и жидкостей, динамика кристаллической решётки, молекулярная акустика, теория фазовых переходов.
Сочинения:
- Физические основы акустоэлектроники : акустические свойства пьезоэлектронных полупроводников / А. А. Адхамов, Ю. М. Гальперин, А. П. Пардаев; отв. ред. И. Исмаилов ; АН ТаджССР, Физ.-техн. ин-т им. С. У. Умарова. — Душанбе : Дониш, 1986. — 121, [1] с. : ил. — Библиогр.: с. 120. — 1210 экз.
- Академия наук Таджикской ССР : [ ист. очерк / Подгот. А. А. Адхамов, Р. Б. Баратов, Б. И. Искандаров и др.; Сост. Ю. С. Мальцев]. — Душанбе : Дониш, 1979. — 325 с. : ил., 1 л. схем.; 25 см; ISBN В пер. (В пер.) :

Награждён орденом «Знак Почёта», медалями «За доблестный труд. В ознаменование 100-летия со дня рождения В. И. Ленина», «Ветеран труда».
Умер 12 ноября 1993 года в Душанбе.